# 黄名揚
ウォン・ミンヤン（英語: Wong Ming Yang、漢字表記：黄 名揚、読み：こう めいよう、1951年 - 1982年10月26日）は、シンガポールの精神科医。シンガポール第3代首相、リー・シェンロンの最初の妻。

## 経歴
- 1951年 マレーシアに生まれる。
- 1978年 リー・シェンロンと知り合い結婚。当時はお互いにケンブリッジ大学の学生だった。結婚後はシンガポールで精神科医として勤務。
- 1980年 長女を出産するも、アルビノと知能障害があった。
- 1981年頃 悪性リンパ腫に罹患。
- 1982年 長男を出産した約3週間後の10月26日、心臓発作により死去、享年31。表向きには病死とされるが、長男の障害を苦にした自殺とも言われている。